# PR Times
PR Times 是日本公共关系公司，总部位于東京港區。PR Times的主要業務就是在自家網站幫企業、政府機關、地方政府等发布由他們提供的新聞稿。该公司也是JPX日经中小型股指数的成分股。
截至2021年2月，已有超过5万家企业、50%的上市公司通過PR Times發佈新聞稿。每月PR Times发布的新闻稿超过2万篇，浏览量達6000万以上 。